# Vollblut
Vollblut is een historisch merk van motorfietsen.
De bedrijfsnaam was: Klein, Schäberle & Co., Motorfahrzeugbau, Stuttgart.
Vollblut was een klein Duits merk dat van 1925 tot 1927 247- en 347cc-Blackburne-zij- en kopklepmotoren in eigen frames bouwde.
In de jaren twintig ontstonden honderden van deze kleine merken in Duitsland. In 1925 waren de meeste al van de markt verdwenen, maar toen begon Vollblut pas met de productie. De Blackburne-motoren hadden een goede naam, maar waarschijnlijk waren de Vollblut-modellen daardoor wel duurder dan de merken die lichtere Duitse tweetaktmotoren gebruikten. In 1927 werd de productie beëindigd. In 1928 kwam er nieuwe wetgeving in Duitsland, waardoor de positie van Vollblut nog moeilijk was geworden: motorfietsen lichter dan 200 cc mochten zonder rijbewijs en zonder belasting gebruikt worden.